# Paul Schmiedlin
Paul Schmiedlin (Bazel, 2 juni 1897 – Bern, 2 juli 1981) was een Zwitsers voetballer, die speelde als middenvelder. Hij overleed op 84-jarige leeftijd.

## Clubcarrière
Schmiedlin speelde gedurende zijn gehele carrière voor FC Bern.

## Interlandcarrière
Schmiedlin kwam 28 keer (nul goals) uit in het Zwitsers nationaal elftal in de periode 1920–1925. Onder leiding van de Engelse bondscoach Teddy Duckworth nam hij met zijn vaderland deel aan de Olympische Spelen 1924 in Parijs, waar de Zwitsers de zilveren medaille wonnen. In de finale verloor de ploeg met 3–0 van Uruguay, dat de revelatie van het toernooi werd. Schmiedlin was bij dat toernooi aanvoerder van de Zwitserse nationale selectie.